# بخش مرکزی شهرستان ماسال
بخش مرکزی شهرستان ماسال یکی از بخش‌های شهرستان ماسال در استان گیلان در شمال ایران است.

## تقسیمات کشوری
- بخش مرکزی شهرستان ماسال 
  - دهستان حومه
  - دهستان ماسال

شهر: ماسال

## جمعیت
بنابر سرشماری مرکز آمار ایران، جمعیت بخش مرکزی شهرستان ماسال در سال ۱۳۸۵ برابر با ۲۶۳۴۵ نفر بوده است.